# Lenkimai
Lenkimai is een plaats in het Litouwse district Klaipėda. De plaats telt 779 inwoners (2001).